# Coenen (geslacht)

Familiewapen van Coenen

Coenen (ook: Coenen van 's-Gravesloot) is een Nederlands geslacht waarvan leden sinds 1841 tot de Nederlandse adel behoren.

## Geschiedenis
De stamreeks begint met Coen Geeraerts (Gerits) die vermeld wordt tussen 1561 en 1571 als gegoed te Zevenbergen.
Op verzoek van diens weduwe werden bij Koninklijk Besluit van 21 maart 1841 (KB van 22 januari 1841 is vervallen verklaard) de vijf kinderen van Jacob Diederik erkend in de Nederlandse adelstand (de dochter persoonlijk). Bij Koninklijk Besluit van 15 november 1844 (KB van 5 mei 1843 is vervallen verklaard), diploma januari 1845, werden de kinderen en kleinkinderen van Isaac Jan erkend te behoren tot de Nederlandse adel (de dochters persoonlijk). Bij KB van 23 mei 1845 werden de kinderen van wijlen Hendrik Arent Albert erkend.
De familie was enkele generaties, van (1690) 1742 tot 1926, heer van 's-Gravesloot en bezat van 1900 tot 1960 huis De Oosterhoff in Rijssen.

## Enkele telgen
- Pieter Coenen ([1586]-1637), werkzaam aan het hof van prins Maurits en aan het hof van prins Frederik Hendrik
  - Mr. Johan Coenen (1627-1681), griffier Hoge Raad van Holland en Zeeland
    - Mr. Pieter Coenen (1657-1699), advocaat; trouwde in 1690 met Catharina Johanna Ormea, vrouwe van 's Gravesloot (1665-1736); door dit huwelijk kwam 's Gravesloot in de familie Coenen
      - Geertruid Johanna Coenen, vrouwe van Callantsoog (1692-1767)
      - Johan François Coenen, heer van 's Gravesloot (1694-1750), drossaard, dijkgraaf en stadhouder van Zevenbergen
        - Mr. Albert Coenen, heer van 's Gravensloot en heer in Callantsoog (1735-1813), raad en schepen van Utrecht; de titel heer van Callantsoog had hij gekocht van zijn nicht Geertruid
          - Mr. Isaac Jan Coenen, heer in Callantsoog (1772-1831); in 1835 verkopen zijn erfgenamen een kwart van de heerlijkheid, in 1876 wordt de rest openbaar geveild en vervalt in kleine delen
            - Jhr. Albert Leonard Coenen (1802-1874), secretaris en rentmeester hoogheemraadschap van Schieland

          - Mr. Jacob Diederik Coenen, ambachtsheer van 's Gravesloot (1778-1835), lid van de Utrechtse Raad (1816) en thesaurier (1819) van de stad Utrecht, dijk- en watergraaf van het hoogheemraadschap van Bijleveld en de Meendijk
            - Jhr. mr. Albert Coenen, ambachtsheer van 's Gravesloot (1809-1859), hoogheemraad van waterschap van Bijleveld en de Meendijk, rechter arrondissementsrechtbank te Utrecht
            - Jhr. Jan François Leonard Coenen van 's Gravesloot, heer van 's Gravesloot (1817-1885), verkreeg 's Gravesloot van zijn oudste broer Albert, lid in de Ridderschap van Utrecht (1847-1880), lid van het College van de Malen te Hoogland, bekend als heraldicus en bezitter van het handschrift Wapenboek Beyeren (vanaf 22 oktober 1850)

          - Hendrik Arend Albert Coenen (1786-1831)
            - Jhr. Hendrikus Albertus Diederik Coenen (1818-1907), steenfabrikant, burgemeester van Zutphen (1865-1894), lid van de Eerste Kamer (1871-1896); trouwde in 1855 met Louise Charlotte Elisabeth barones van Ittersum (1834-1900), lid van de familie Van Ittersum; zij was de dochter van Ernst Hendrik baron van Ittersum, heer van de Oosterhoff (1780-1848), waarna de Oosterhoff na het overlijden van haar broer in 1900 in de familie Coenen kwam
              - Jhr. Frederik Alexander Coenen, heer van de Oosterhoff (1861-1937), lid gemeenteraad Rijssen
                - Jhr. Paul Johan Marie Coenen (1905-1970), NSB-burgemeester van Olst

            - Jkvr. Jacoba Diderika Coenen (1828-1905), trouwde in 1856 met jhr. Willem Christiaan Theodorus van Nahuijs (1820-1901), burgemeester van onder andere Enschede en Zwolle